# Yang Banhou

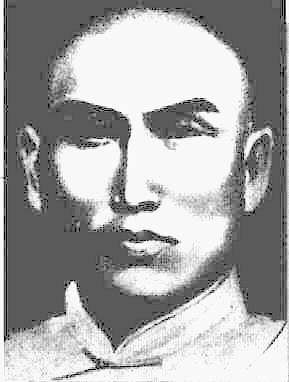
Yang Banhou 楊班侯

Mestre Yang Banhou  (Yang Pan-hou) 楊班侯 (1837-1890), 楊班侯, é um famoso professor da arte marcial interna Tai Chi Chuan no final da dinastia Qing, na China.
É o mais velho dos filhos do criador do Tai Chi Chuan estilo Yang 楊氏太極拳, Yang Luchan, a sobreviver até se tornar adulto, representando junto com seu irmão a segunda geração deste estilo.
O irmão mais novo de Yang Banhou, Yang Jianhou, também foi um famoso instrutor de Tai Chi Chuan. Assim como seu pai, os dois foram contratados como instrutores de artes marciais pela família Imperial.
Contribuiu muito para o aprendizado de seu sobrinho Yang Shaohou 楊少侯 (1862-1930), que também tornou-se um mestre dessta arte.
Yang Banhou foi professor de Wu Quanyou (Wu Ch'uan-yü), um Manchu oficial Banner de cavalaria do Batalhão Palaciano. O filho de Wu Quanyou, Wu Jianquan (Wu Chien-ch'üan), também um oficial Banner, criou junto com seu pai o Tai Chi Chuan estilo Wu.